# Господа и даме
Господа и даме (енгл. Lords and Ladies), 14. роман о Дисксвету британског аутора Тери Прачета. Четврта књига серијала о вештицама из Ленкра.

## Тема
По повратку у своје родно краљевство Ленкр након путовања преко Диска, вештице Нана Ог и Бака Ведервакс откривају да се у њиховом одсуству формирао нови круг модерних, младих вештица, а Маграт Гарлик је разочарана када открије да су планови за њено венчање са краљем Веренсом у пуном јеку без њеног учешћа. Поред ових проблема, догађа се инвазија злих вилењака из друге димензије.